# Leptocera hostica
Leptocera hostica är en tvåvingeart som beskrevs av Villeneuve 1917. Leptocera hostica ingår i släktet Leptocera och familjen hoppflugor. Inga underarter finns listade i Catalogue of Life.